# Powerball

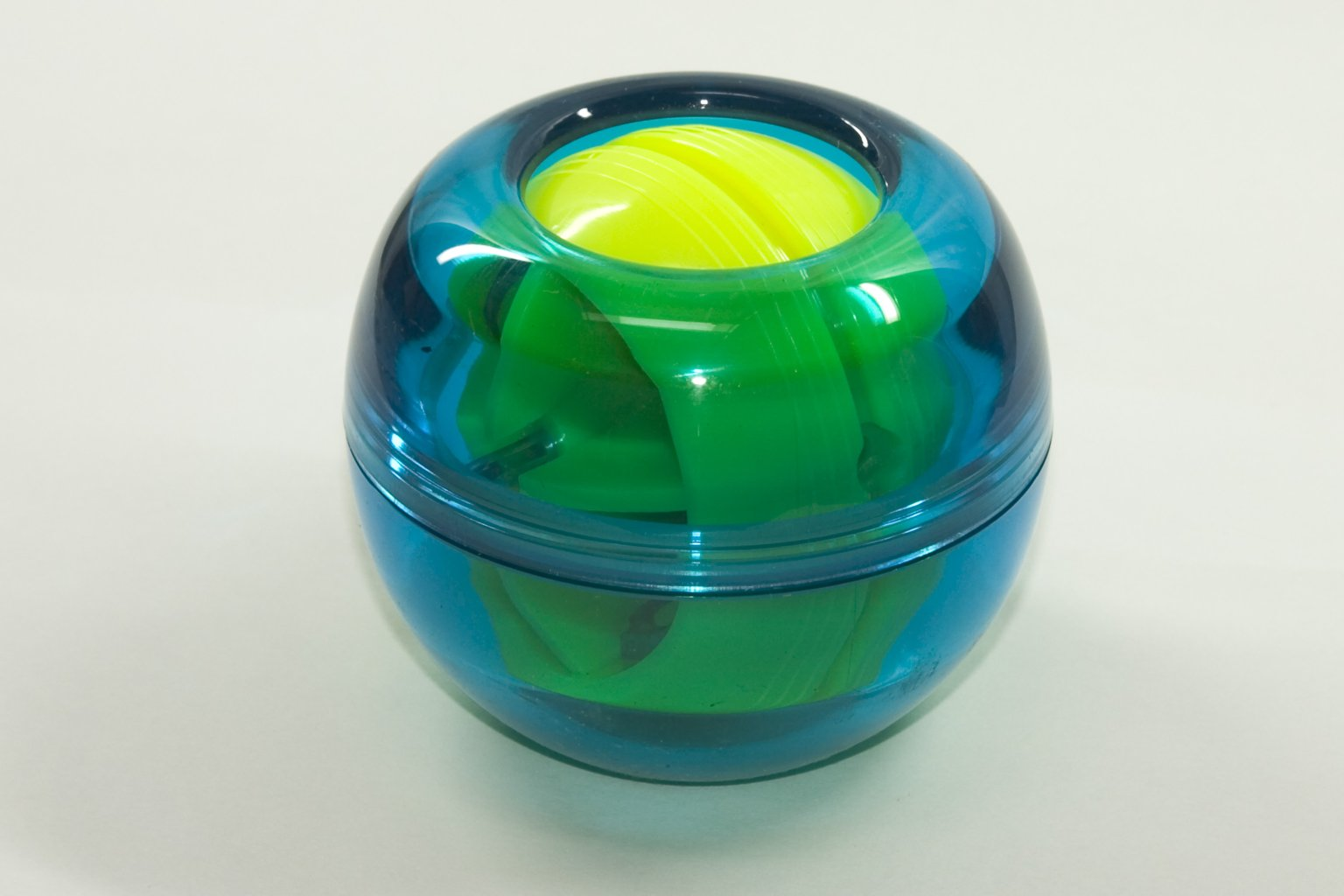

Powerball é a marca de uma esfera giroscópica utilizada para fins de entretenimento, exercícios e fisioterapia que está registrada nos Estados Unidos pela DynaFlex, que a produz através da DFX Sports & Fitness. Contudo o nome acabou por se consolidar como referência para tais produtos, atualmente produzidos por diversas empresas.

## Marcas
Dentre as principais marcas de powerballs:
- Powerball
- IronPower
- DynaBee
- NSD Powerball
- NSD Power® Ball
- Dynaflex Powerball
- DFX Powerball
- Forceball
- Gyroball